# Holzweißig
Holzweißig is een plaats in de Duitse deelstaat Saksen-Anhalt, en maakt deel uit van de Landkreis Anhalt-Bitterfeld. Sinds 1 juli 2007 maakt Holzweißig deel uit van de gemeente   Bitterfeld-Wolfen.
Aantal inwoners, peildatum 31 december 2024, ontleend aan de gemeentelijke website: 2.758. Tweedewoningbezitters zijn niet meegeteld.
Holzweißig is het meest zuidelijke deel van de gemeente, en grenst in het zuiden aan Delitzsch in de deelstaat Saksen. De dichtst bij het dorp lopende hoofdwegen zijn de Bundesstraßen 100 en 184.

## Afbeeldingen

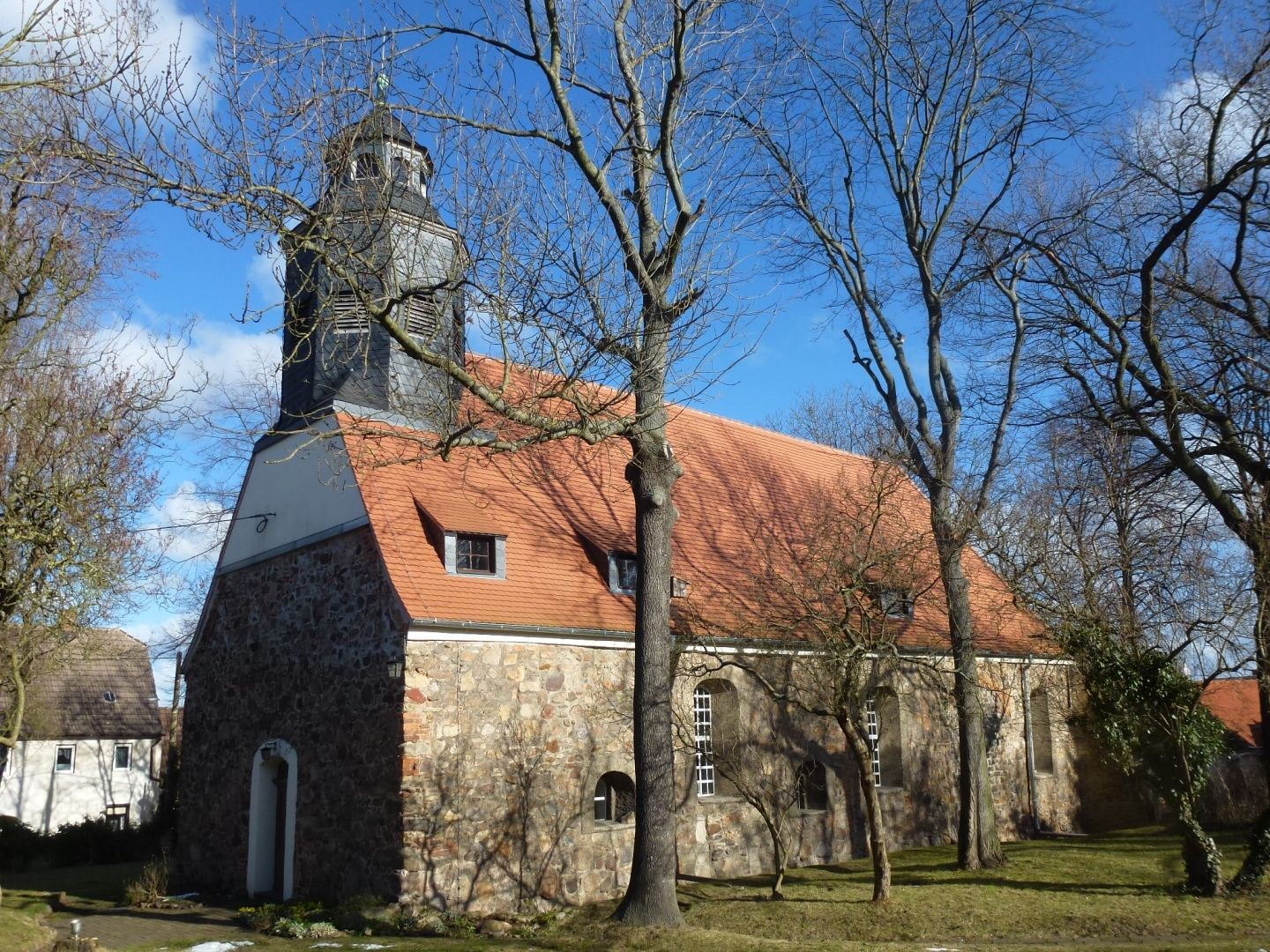
Romaanse, evang.-lutherse, dorpskerk van Holzweißig
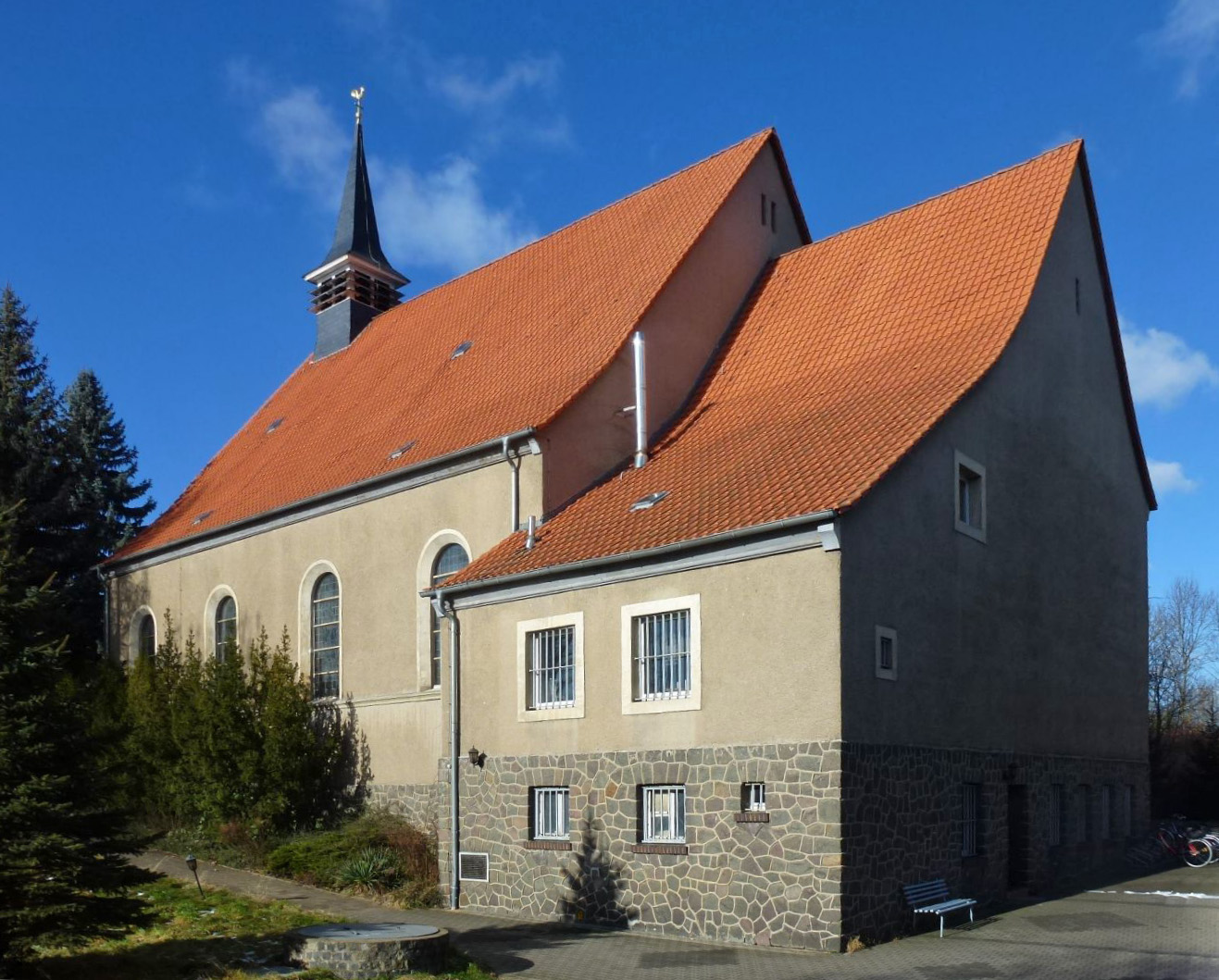
Rooms-katholieke kerk van Holzweißig (1927)
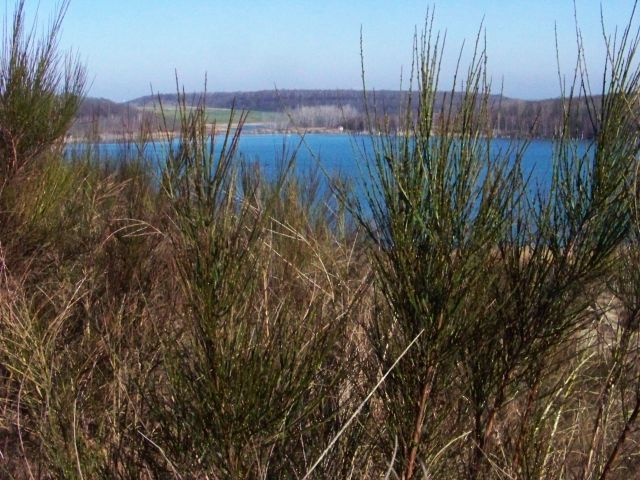
Holzweißiger Ost-See
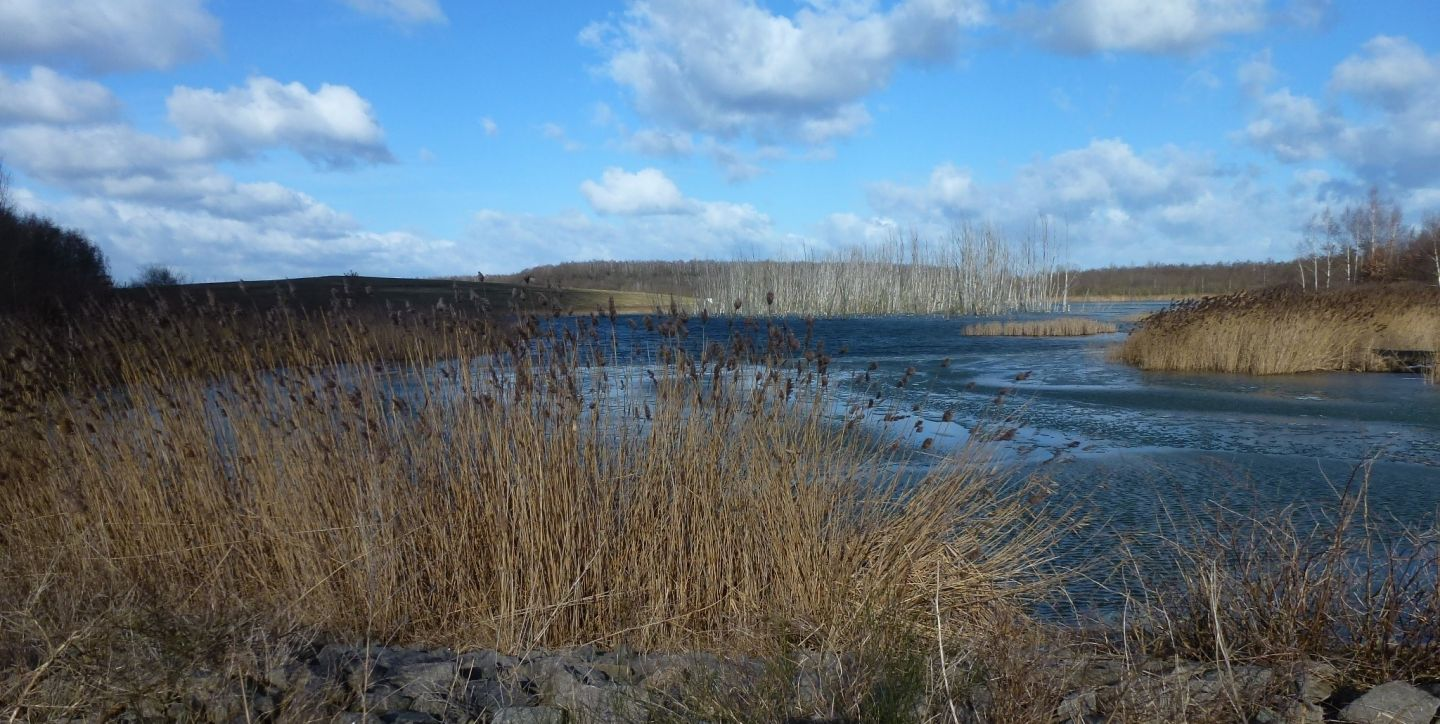
Natuurgebied Auensee (Ooimeer)
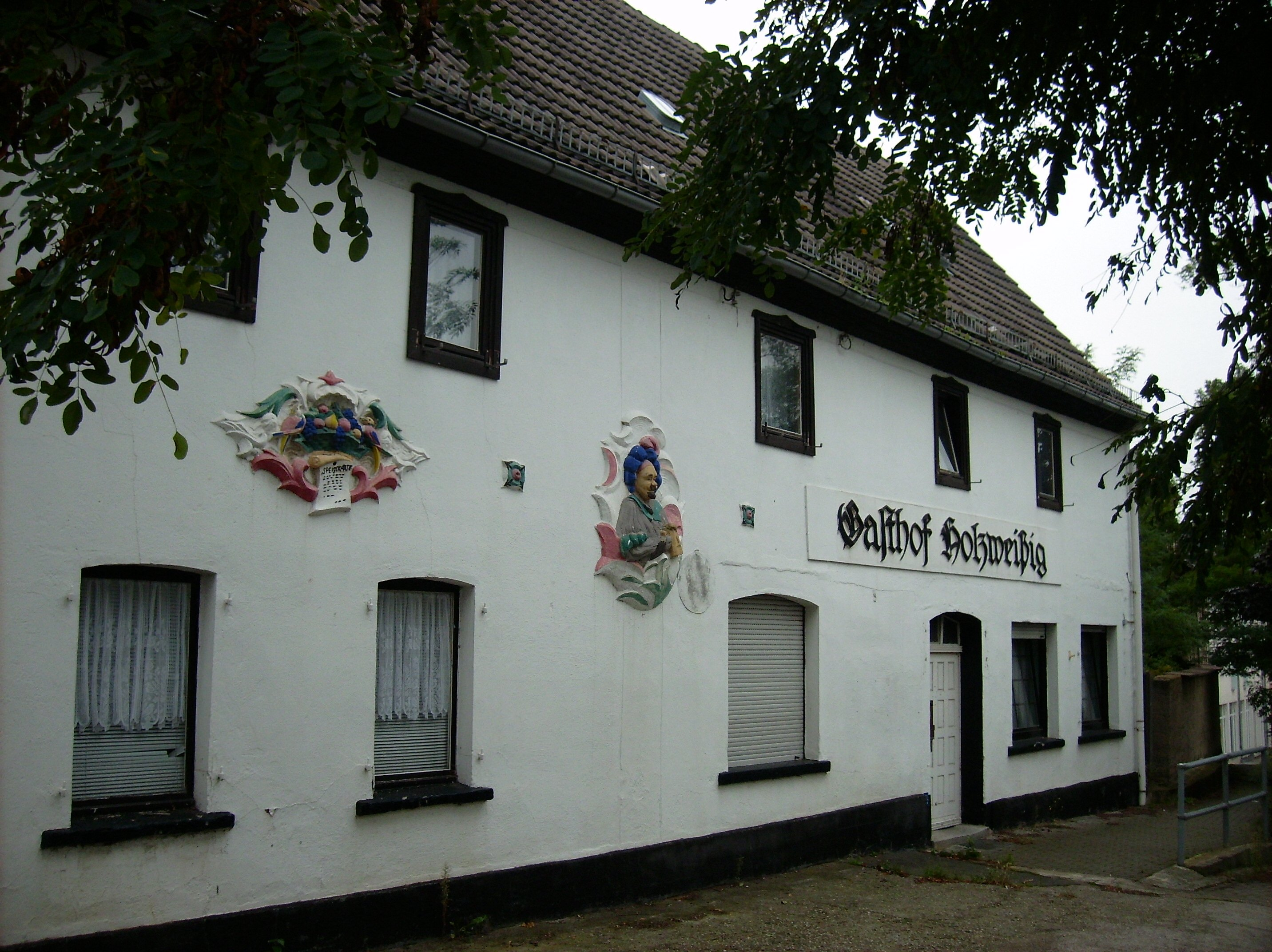
Herberg, reeds omstreeks 1700 een halte van de postkoetsen
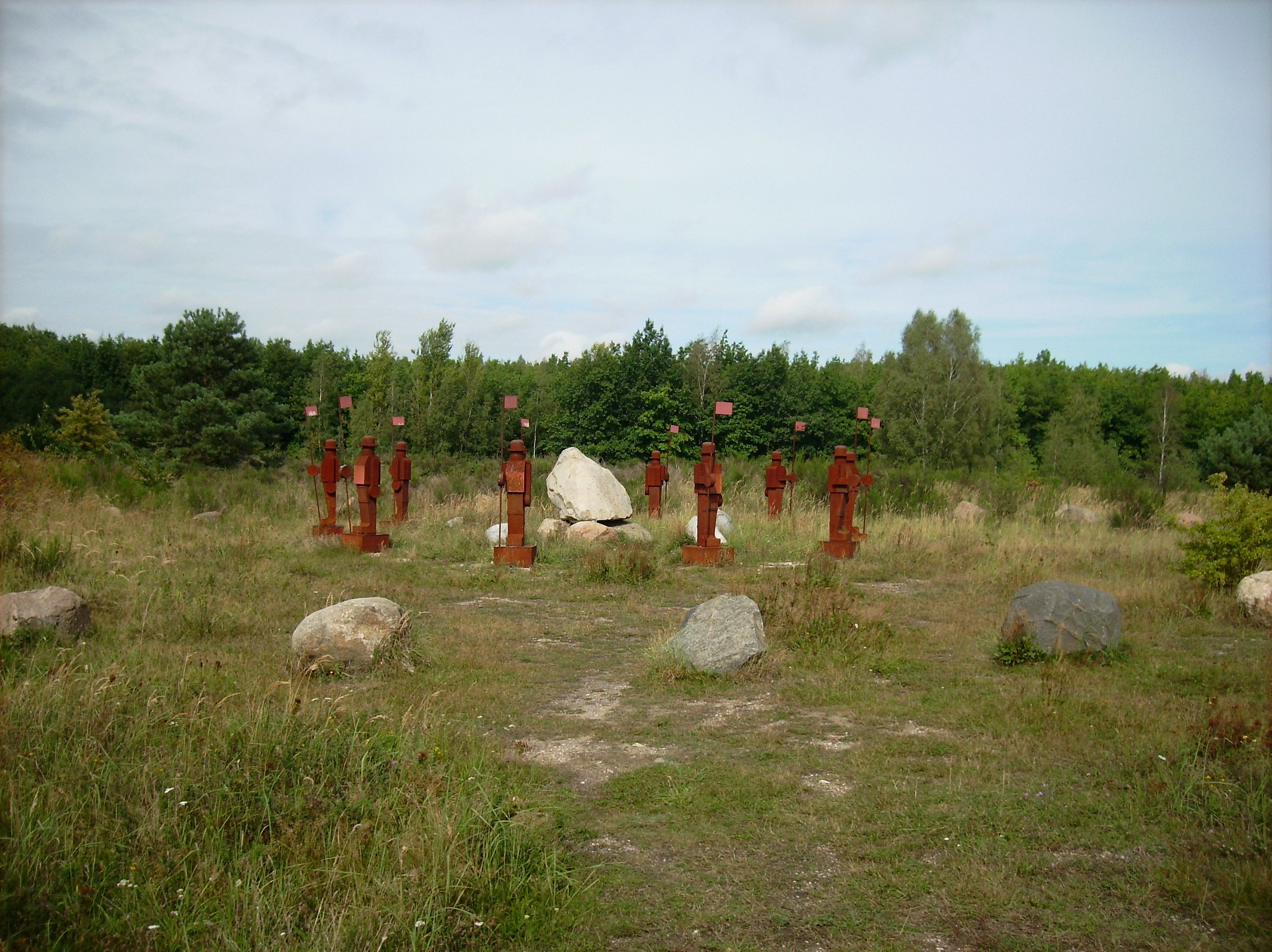
Sculptuur Goitzschewächter
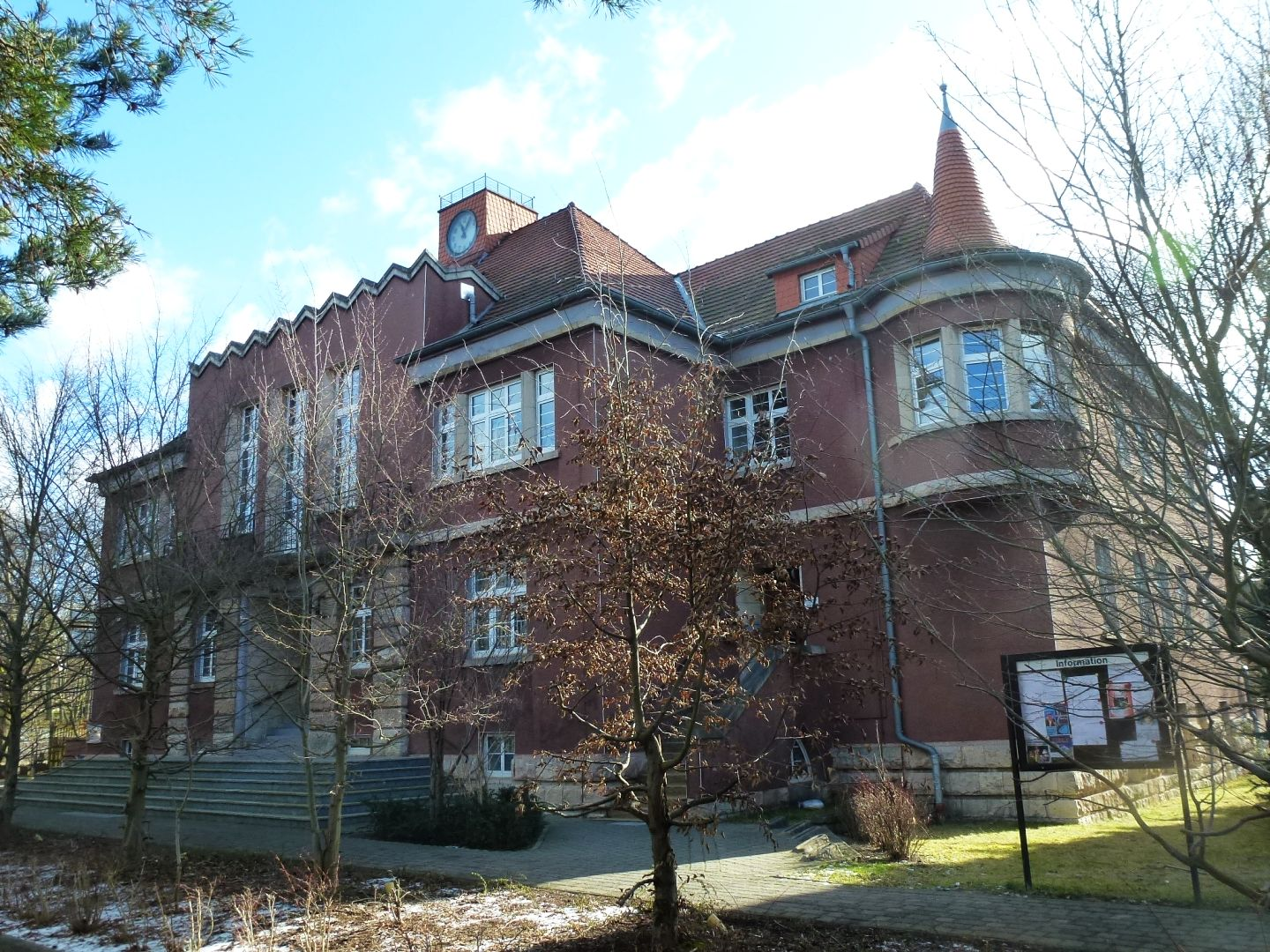
Voormalig gemeentehuis

## Geschiedenis
Holzweißig ontstond in de middeleeuwen uit een Sorbische nederzetting. De van dikke muren voorziene dorpskerk werd omstreeks 1150 gebouwd, en was oorspronkelijk een zogenaamde weerkerk, waarin de bevolking bij oorlogsdreiging toevlucht kon vinden.
Vanaf 1656 behoorde het tot het Hertogdom Saksen-Merseburg. 
Vanaf het begin van de 19e eeuw werd er bruinkool gedolven, wat vanaf ca. 1850 het boerendorp in een industriële nederzetting deed veranderen. Op het hoogtepunt van de mijnbouw- en industriële activiteit, toen het dorp in de DDR lag, had Holzweißig maximaal ongeveer 6.400 inwoners (omstreeks 1970). De mijnbouw en chemische industrie brachten veel milieuvervuiling met zich mee. Na de Duitse hereniging van 1990 vond een sanering van de industrie en een beëindiging van de bruinkoolwinning plaats. Hierdoor nam de belasting van het milieu af, maar ook de werkgelegenheid; veel mensen uit deze regio trokken weg naar economisch meer veelbelovende gebieden in het voormalige West-Duitsland. De lege bruinkoolgroeven liet men met water vollopen, zodat enige meren ontstonden, waar sinds circa 2005 watersporttoerisme mogelijk is. 

## Overige informatie
Bij een van de meren staat een opvallende sculptuur, genaamd Goitzschewächter. Ze bestaat uit ijzeren figuren, die als het ware  de nieuwe natuur bewaken, omringd door zwerfstenen. Het monument is gewijd aan de hervorming van het landschap, zoals die na het beëindigen van de bruinkool-dagbouw noodzakelijk was.  De naam FRANZ op dit monument staat voor vorst Leopold III Frederik Frans (1740–1817) van Anhalt Dessau, die bekend is, omdat hij veel parken en tuinen liet aanleggen.
De milieuorganisatie BUND (Bund für Umwelt und Naturschutz Deutschland) heeft het voormalige gemeentehuis in gebruik als milieu-informatiecentrum.
Zie voor meer informatie onder: Bitterfeld-Wolfen